# Tam Trinh
Tam Trinh (22 TCN - 43), là tướng thời Hai Bà Trưng, đô vật nổi tiếng đương thời, được người dân khu vực Mai Động, quận Hoàng Mai, Hà Nội thờ làm thành hoàng làng.

## Thân thế
Tam Trinh sinh trưởng vào đầu Công nguyên, quê ở huyện Đông Sơn, tỉnh Thanh Hóa, cũng có tài liệu nói ông quê ở Long Biên, không rõ họ Nguyễn hay họ Triệu (theo thần tích ông mang họ Triệu nhưng nhiều người làng Mai Động nói ông họ Nguyễn).
Ông là đô vật giỏi, lại có ít vốn chữ nghĩa. Từ quê nhà, ông ngao du xứ Bắc và dừng chân ở hương Cổ Mai (nay là khu vực làng Mai Động và phụ cận). Tại đây, ông đã dạy văn, dạy võ cho người dân địa phương, lại truyền nghề làm đậu phụ cho dân làng. Ông được tôn làm Châu trưởng.
Khi Hai Bà Trưng truyền hịch kêu gọi dân chúng đứng lên cứu nước, diệt Thái thú Tô Định của nhà Đông Hán, ông đã tập hợp được 3000 dân binh (có tài liệu nói hơn 5000 người) tham gia khởi nghĩa. Ông được giao tiến đánh Luy Lâu (nay thuộc Thuận Thành, Bắc Ninh) và cùng các cánh quân khác đã hạ được thành. Khi Hai Bà xưng vua, ông được phong tước hầu và giữ chức phụ chính.
Năm 42, vua Đông Hán sai Mã Viện kéo đại quân sang đánh, mùa hè năm 43 đã đến Cổ Loa. Trước thế giặc mạnh, quân của Tam Trinh đã lui về Mai Động đào hào đắp lũy chống giặc. Không lâu sau khi Hai Bà Trưng tuẫn tiết ở Hát Môn, quân Tam Trinh cũng thua trận. Tam Trinh ngửa mặt lên trời mà than rằng: "Than ôi ! Cơ đồ vua Trưng đã mất, nên bầy tôi cũng chỉ có về trời !". Nói xong, ông bèn cưỡi ngựa lên núi rồi hoá. Theo thần tích ở Mai Động, ông mất vào đêm ngày 10 tháng 2 năm Quý Mão (43).

## Ghi danh
Sau này, dân làng Mai Động đã lập đền và đình thờ, tôn Tam Trinh làm thành hoàng, tổ sư nghề vật. Hiện nay, Tam Trinh được thờ ở Đình Mai Động, nghè Mai Động, đình Mơ Táo... Tên ông cũng được đặt cho một đường phố ở khu vực này, dọc theo sông Kim Ngưu. Đường Tam Trinh dài 800 m, từ cầu Mai Động (giao cắt với đường Minh Khai) về phía Lĩnh Nam. Đường này được đặt tên năm 1990 với tên là Nguyễn Tam Trinh, từ năm 1999 gọi là đường Tam Trinh.
Hàng năm, hội vật Mai Động được tổ chức vào các ngày từ mùng 4 đến ngày mùng 6 tháng giêng âm lịch.